# Mesochorus peremptor
Mesochorus peremptor är en stekelart som beskrevs av Dasch 1974. Mesochorus peremptor ingår i släktet Mesochorus och familjen brokparasitsteklar. Inga underarter finns listade i Catalogue of Life.